# Maurice LaMarche
Maurice LaMarche, född 30 mars, 1958 i Toronto, Ontario, Kanada, är en kanadensisk röstskådespelare och f.d. komiker. LaMarche är bland annat känd till röster av Egon Spengler i The Real Ghostbusters, chef Quimby i Kommissarie Gadget, Hjärnan i Pinky och Hjärnan och ett antal karaktärer i Futurama och Simpsons.

## Roller i TV-serier, filmer och TV-spel
| År   | Titel                                              | Roll                                                                                               | Notis                                           |
| ---- | -------------------------------------------------- | -------------------------------------------------------------------------------------------------- | ----------------------------------------------- |
| 2011 | Adventure Time                                     | Grand Master Wizard                                                                                | 1 avsnitt                                       |
| 2012 | Kingdom Hearts 3D: Dream Drop Distance             | En av medlemmarna i Björnligan                                                                     | TV-spel av Square Enix                          |
| 2012 | The Penguins of Madagascar                         | Varierande roller                                                                                  | Animerad TV-serie                               |
| 2012 | Lego Hero Factory                                  | Splitface                                                                                          | animerad TV-serie                               |
| 2012 | Have a Laugh!                                      | Mortimer Mouse                                                                                     | animerad TV-serie                               |
| 2011 | Scooby-Doo! Mystery Incorporated                   | Vincent Van Ghoul                                                                                  | animerad TV-serie                               |
| 2011 | Batman: Arkham City                                | Mr Freeze                                                                                          | TV-spel av Rocksteady Studios                   |
| 2010 | The Looney Tunes Show                              | Råbarkar-Sam                                                                                       | animerad TV-serie                               |
| 2009 | Futurama: Into the Wild Green Yonder               | Kif Kroker The Donbot Clamps Calculon Morbo Lrrr Olika rollfigurer                                 | direkt-till-video animerad film                 |
| 2008 | Crash: Mind over Mutant                            | Dr. Nitrus Brio                                                                                    | TV-spel av Radical Entertainment                |
| 2008 | The Jewish Nudist Buddhist                         | Gud                                                                                                | Independentfilm                                 |
| 2008 | Tripping the Rift: The Movie                       | Gus                                                                                                | direkt-till-video Datoranimerad film            |
| 2008 | Futurama: The Beast with a Billion Backs           | Kif Kroker Diverse rollfigurer                                                                     | direkt-till-video animated movie                |
| 2007 | Futurama: Bender's Big Score                       | Kif Kroker Morbo Calculon Lrrr Olika rollfigurer                                                   | direkt-till-video animerad film                 |
| 2006 | Tak & the Power of Juju                            | Chief                                                                                              | animerad TV-serie                               |
| 2006 | Bah, Humduck! A Looney Tunes Christmas             | Råbarkar-Sam                                                                                       | animerad film                                   |
| 2006 | Harvey Birdman, Attorney at Law                    | Apache Chief Fred Flintstone Quick Draw McGraw Inch High Private Eye Atom Ant Olika rollfigurer    | animerad TV-serie                               |
| 2006 | Pokémon                                            | Swampert Golduck Feraligatr Drowzee Electrike Absol Prinplup Olika rollfigurer                     |                                                 |
| 2006 | Shuriken School                                    | Mr. No Naginata Kubo Utamaro Zumichito Daisuke Togakame                                            | animerad TV-serie                               |
| 2006 | Operation: Z.E.R.O.                                | Pappa                                                                                              | animerad TV-serie                               |
| 2006 | Casper's Scare School                              | Pirate Thurdigree Burns                                                                            | animerad TV-serie                               |
| 2006 | Barnyard                                           | Igg the Cow                                                                                        | animerad film                                   |
| 2006 | Queer Duck: The Movie                              | Oscar Wildcat                                                                                      | direkt-till-video                               |
| 2005 | Tripping the Rift                                  | Gus                                                                                                | datoranimerad TV-serie                          |
| 2005 | Inspector Gadget's Biggest Caper Ever              | Kommissarie Gadget                                                                                 | direkt-till-video animerad film                 |
| 2005 | Catscratch                                         | Hovis                                                                                              | animerad TV-serie                               |
| 2005 | Pom Poko                                           | Narrator                                                                                           | animerad film (engelsk dubb)                    |
| 2004 | Team America: World Police                         | Alec Baldwin                                                                                       | endast röst                                     |
| 2004 | Balto III: Wings of Change                         | Balto                                                                                              | direkt-till-video animerad film                 |
| 2004 | Felix the Cat Saves Christmas                      | Rock Bottom                                                                                        | direkt-till-video animerad film                 |
| 2004 | Musse, Kalle och Långben: De tre musketörerna      | Shorty i Björnligan                                                                                | direkt-till-video animerad film                 |
| 2004 | Comic Book: The Movie                              | Som sig själv                                                                                      | "Bakom rösterna" specialuppträdande live action |
| 2003 | 101 Dalmatians II: Patch's London Adventure        | Horace                                                                                             | direkt-till-video animerad film                 |
| 2003 | K10C: Kids' Ten Commandments                       | Omri och Amos                                                                                      | animerad TV-serie                               |
| 2002 | Inspector Gadget's Last Case: Claw's Revenge       | Kommissarie Gadget                                                                                 | direkt-till-video animerad film                 |
| 2002 | Hey Arnold!: The Movie                             | Big Bob Pataki Head of Security                                                                    | animerad film                                   |
| 2002 | Tom och Jerry - Den magiska ringen                 | Spike och Alley Cat                                                                                | direkt-till-video animerad film                 |
| 2002 | My Gym Partner's a Monkey                          | Mr. Hornbill Mr. Blowhole Pixie Frog, Mandrill                                                     | animerad TV-serie                               |
| 2002 | Codename: Kids Next Door                           | Pappa                                                                                              | animerad TV-serie                               |
| 2002 | Balto II: Wolf Quest                               | Balto                                                                                              | direkt-till-video animerad film                 |
| 2001 | The Oblongs                                        | Tommy Vinegar                                                                                      | animerad TV-serie                               |
| 2000 | Alvin and the Chipmunks Meet the Wolfman           | Mr. Lawrence Talbot                                                                                | endast röst animerad film                       |
| 1999 | Inspector Gadget: Gadget's Greatest Gadgets        | Kommiasrie Gadget Chief Quimby                                                                     | endast röst animerad film                       |
| 1999 | Wakko's Wish                                       | Brain Squit                                                                                        | direkt-till-video animerad film                 |
| 1999 | The Chimp Channel                                  | Harry Waller Bernard the Sarcastic Cockatoo                                                        |                                                 |
| 1999 | Dilbert                                            | Garbage Man                                                                                        | animerad TV-serie                               |
| 1999 | Queer Duck                                         | Oscar Wildcat Mr. Duckstein Andra rollfigurer                                                      | animerad TV-serie                               |
| 1999 | Futurama                                           | Kif Kroker Morbo Calculon Lrrr Horrible Gelatinous Blob Walt Hedonism Bot DonBot Olika rollfigurer | animated series                                 |
| 1999 | Sonic Underground                                  | Sleet SWATbots                                                                                     | animerad TV-serie                               |
| 1998 | Histeria!                                          | Abraham Lincoln                                                                                    | animerad TV-serie                               |
| 1997 | Space Goofs                                        | Etno                                                                                               | animerad TV-serie                               |
| 1997 | Extreme Ghostbusters                               | Egon Spengler                                                                                      | animerad TV-serie                               |
| 1996 | Space Jam                                          | Pepe Le Pew                                                                                        |                                                 |
| 1996 | Dexter's Laboratory                                | Simion                                                                                             | animerad TV-serie                               |
| 1996 | Rocko's Modern Life                                | Conglomo Lizard                                                                                    | animerad TV-serie                               |
| 1996 | Änglahund 2                                        | Lost & Found Officer                                                                               | animerad film                                   |
| 1995 | Duckman                                            | Merv Griffin                                                                                       | animerad TV-serie                               |
| 1995 | Freakazoid                                         | Longhorn The Brain Dan Captain "K"                                                                 | animerad TV-serie                               |
| 1995 | The Sylvester and Tweety Mysteries                 | Råbarkar-Sam och andra rollfigurer                                                                 | animerad TV-serie                               |
| 1995 | Pinky och Hjärnan                                  | The Brain                                                                                          | animerad TV-serie                               |
| 1994 | The Tick                                           | Human Ton & Handy Various olika rollfigurer                                                        | animerad TV-serie                               |
| 1994 | The Critic                                         | Olika rollfigurer                                                                                  | animerad TV-serie                               |
| 1994 | Ed Wood                                            | Orson Welles                                                                                       | endast röst                                     |
| 1993 | Animaniacs                                         | Brain Spartacus Bob Hope Squit Wakko (endast rapning)                                              | animerad TV-serie                               |
| 1993 | Bonkers                                            | Mr. Blackenblue                                                                                    | animerad TV-serie                               |
| 1991 | Taz-Mania                                          | Hugh Tasmanian Devil                                                                               | animerad TV-serie                               |
| 1991 | Felix the Cat: The Movie                           | The Grandpher                                                                                      | direkt-till-video animerad film                 |
| 1990 | Captain Planet and the Planeteers                  | Verminous Skumm                                                                                    | animerad TV-serie                               |
| 1990 | Tiny Toon Adventures                               | Dizzy Devil                                                                                        | animerad TV-serie                               |
| 1990 | Luftens hjältar                                    | General Patton                                                                                     | animerad TV-serie                               |
| 1990 | Attack of the Killer Tomatoes: The Animated Series | Zoltan Ketchuck Tomato Guy                                                                         | animerad TV-serie                               |
| 1988 | Beany and Cecil                                    | Dishonest John                                                                                     | animerad TV-serie                               |
| 1987 | The Facts of Life                                  | Rod Sperling                                                                                       | live action                                     |
| 1987 | Popeye and Son                                     | Karl-Alfred                                                                                        | animerad TV-serie                               |
| 1986 | The Real Ghostbusters                              | Egon Spengler                                                                                      | animerad TV-serie                               |
| 1986 | The Transformers                                   | Six-Gun                                                                                            | animerad TV-serie                               |
| 1986 | Dennis                                             | George Nilsson Henry Mitchell                                                                      | animerad TV-serie                               |
| 1986 | Popplarna                                          | Puzzle                                                                                             | animerad TV-serie                               |
| 1983 | Kommissarie Gadget                                 | Chef Quimby                                                                                        | animerad TV-serie                               |